# Mohammed Yaseen Mohammed
Mohammed Yaseen Mohammed (arabisch محمد ياسين محمد, DMG Muḥammad Yāsīn Muḥammad; * 7. Januar 1963 in Erbil; † 24. Juni 2020 in Örebro, Schweden) war ein irakischer Gewichtheber.

## Leben
Mohammed Yaseen Mohammed begann im Alter von 11 Jahren mit dem Gewichtheben und gewann nach einem Jahr bereits die irakischen Jugendmeisterschaften. Im Alter von nur 17 Jahren vertrat er dann sein Land bei den Olympischen Spielen 1980 in Moskau, wo er im Leichtgewicht den 17. Platz belegte. Vier Jahre später bei den Spielen in Los Angeles trat er im Mittelgewicht an und wurde Sechster. Zwischen seinen beiden Olympiateilnahmen gewann er bei den Asienspielen 1982 Bronze im Mittelgewicht. Nach seiner Karriere zog er nach Schweden, wo er im Juni 2020 während der COVID-19-Pandemie an den Folgen einer SARS-CoV-2-Infektion starb.